# Негативна селекција
У природној селекцији, негативна селекција  или прочишћујућа селекција је селективно уклањање штетних алела. Она може довести до стабилизационе селекције прочишћавањем штетних генетских полиморфизама који настају случајним мутацијама.
Прочишћавање штетних алела може се постићи на нивоу популације и са селекцијом на нивоу тачкасте мутације. У том случају носиоци штетне тачкасте мутације имају мање потомства у свакој наредној генерацији, смањујући учесталост мутације у генском фонду. 
У случају снажне негативне селекције на одређеном локусу, прочишћавање штетних варијанти резултује повременим уклањањем варијабилности везаних гена. То даље доводи до смањења укупне генетичке варијабилности око локуса који је под негативном селекцијом. Случајно прочишћавање нешкодљивих алела услед просторне близине са штетним алелима другог гена назива се позадинском селекцијом. Овај ефекат је учесталији са нижом стопом мутације, али му учесталост опада са већом стопом рекомбинације. 
Механизми негативне прочишћујуће селекције могу бити прочишћавање случајним укрштањем и прочишћавање генетичким дрифтом. Прочишћавање генетичким дрифтом може уклонити у првом реду дубоко рецесивне алеле, док генерална природна селекција може уклонити било који тип штетних алела. 